# Absamat Masalíyev
Absamat Masalíyevich Masalíyev (en ruso y kirguís: Абсамат Масалиевич Масалиев, Alysh, Osh, 10 de abril de 1933 - Biskek, 31 de julio de 2004) fue un político y minero soviético y kirguiso, que fue líder de la República Socialista Soviética de Kirguistán entre 1985 y 1990, cuando fue sucedido por Askar Akayev, el cual independizó al país como República de Kirguistán. Después de la disolución de la Unión Soviética, Masalíyev fundó el Partido de los Comunistas de Kirguistán, del cual fue Presidente hasta su muerte en 2004.
Comenzó sus estudios en la Escuela Técnica Minera en el sur de Kirguistán en 1953. Tres años más tarde, se trasladó a la Instituto de Minería de Moscú. Comenzó su carrera como ingeniero jefe adjunto en la mina de carbón de Kyzyl-Kiya en el sur de Kirguistán. En 1961, Masalíyev se unió a la rama regional del partido comunista en Osh. Se abrió camino hasta las filas hasta que se convirtió en primer secretario del Comité Central del Partido Comunista de la RSS de Kirguistán en noviembre de 1985. De abril a diciembre de 1990 se desempeñó como presidente del Soviet Supremo, el último líder comunista del país.
Apas Jumagulov y Absamat Masalíyev fueron los dos candidatos originales para Presidencia de Kirguistán el 25 de octubre de 1990, pero tampoco podían obtener la mayoría de votos, por lo que el Soviet Supremo eligió Askar Akayev a ser el primer presidente el 27 de octubre de 1990. Masalíyev fue candidato en las elecciones presidenciales de 1995, perdiendo contra Akayev de nuevo. Ocupó un asiento en la cámara baja del Parlamento de Kirguistán desde 1995 hasta su muerte en 2004.

## Biografía
Nació el 10 de abril de 1933 en el pueblo de Alysh, ubicado en el óblast de Osh. Se graduó en 1949, tras tomar un curso escolar de 8 años en una escuela en el pueblo de Uch-Korgon. Posteriormente, estudió en la Escuela Técnica Minera del Sur de Kirguistán, donde se graduó con honores en 1953, y también en el Instituto de Minería de Moscú, entre 1953 y 1956. 
Comenzó su carrera como ingeniero jefe adjunto en la mina de carbón de Kyzyl-Kiya en el sur de Kirguistán, entre 1957 y 1962. En 1961, fue transferido al departamento de industria y transporte del partido en Osh. En 1962 estudió en la Escuela Superior del partido en Alma-Ata, hasta 1964. Después de eso, fue inspector del departamento de industria, transporte y comunicaciones del Consejo de Ministros de la República Socialista Soviética de Kirguistán, así como primer secretario del partido en Osh. En 1966, fue jefe del departamento de industria y transporte del Comité Central de Osh, y entre 1969 y 1971, fue primer secretario del partido en Tashkömür. Posteriormente, de 1972 a 1974 se desempeñó como primer secretario de la ciudad e Frunze, y de 1975 a 1985 como primer secretario en la ciudad de Issyk-Kul.
En 1985, fue elegido miembro del Comité Central del PCUS. Ese mismo año, fue Primer Secretario del Partido Comunista de la República Socialista Soviética de Kirguistán. En 1990, durante unos meses, fue también presidente del Sóviet Supremo de la RSS de Kirguistán. En 1991, fue asesor ideológico del Comité Central del PCUS. También fue diputado del Sóviet Supremo de la RSS de Kirguistán, así como del Sóviet Supremo de la Unión Soviética en sus 10.ª y 11.ª convocatorias. 
Tras la disolución de la Unión Soviética, Masalíyev fue director de la Agencia Estatal de Supervisión Técnica de la Seguridad Minera entre 1993 y 1996. En 1995, participó en las primeras elecciones del Kirguistán independiente, donde fue el principal rival de Askar Akáyev, quien ganó con un 73% de los votos. Desde 1992, fue presidente del Partido de los Comunistas de Kirguistán, así como diputado del Consejo Supremo de Kirguistán desde 1995. Falleció de un ataque al corazón en 2004.

## Premios y condecoraciones

### De la Unión Soviética
- Orden de la Revolución de Octubre
- Orden de la Bandera Roja del Trabajo (2)

### De Kirguistán
- Orden de Manas
- Orden de Manas 1000
- Héroe de la República Kirguisa

### De otros países
- Orden de la Comunidad de Estados Independientes

## Obras
- Extractos de la era soviética (Biskek, 1996)